# Rwandas Patriotiske Front
Rwandas Patriotiske Front (forkortet RPF) er det regerende politiske parti i Rwanda og var tutsi-hæren i 1990'erne. RPF vandt den rwandiske borgerkrig i 1994 og har siden siddet på magten i Rwanda.
| Politik | Spire Denne artikel om politik og ideologi er en spire som bør udbygges. Du er velkommen til at hjælpe Wikipedia ved at udvide den. |